# Martell de fuster

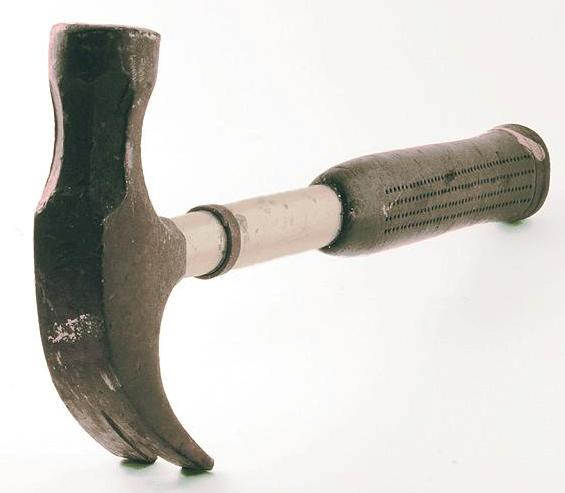
Martell d'orelles

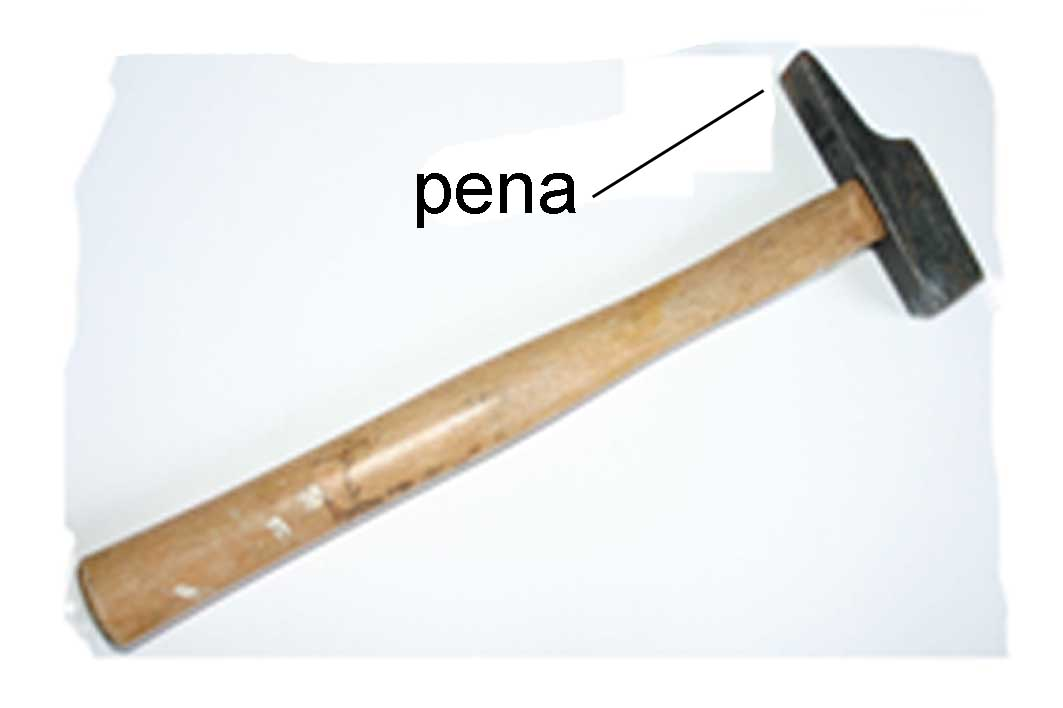
Martell de pena

El martell de fuster consisteix en un mànec (normalment de fusta) amb una maça (que sol ser de metall) en el seu extrem. Són emprats bàsicament per clavar claus o per muntar diferents peces, ajudats per un tros de fusta dura per impedir que els cops quedin marcats. N'hi ha de diversos tipus: 
- Martell de pena: la pena és l'extrem d'un martell oposat a la maça, generalment molt rebaixat de gruix. La pena serveix bàsicament per fer entrar les xarneres, perns o panys en el seu encaix. Una variant antiga era el martell de pena ampla, que servia per fer pressió quan s'aplacava amb cola d'aiguacuit. També hi havia el martell de col·locar vidres, més petit que el corrent.

- Martell d'orelles: Tenen dos apèndixs simètrics oposats a la maça que serveixen per a agafar entre ells la cabota del clau que hom vol arrencar. Són usats principalment pels encofradors de la construcció.